# 長者原遺跡
座標: 北緯35度33分18.2秒 東経139度33分02.2秒 / 北緯35.555056度 東経139.550611度

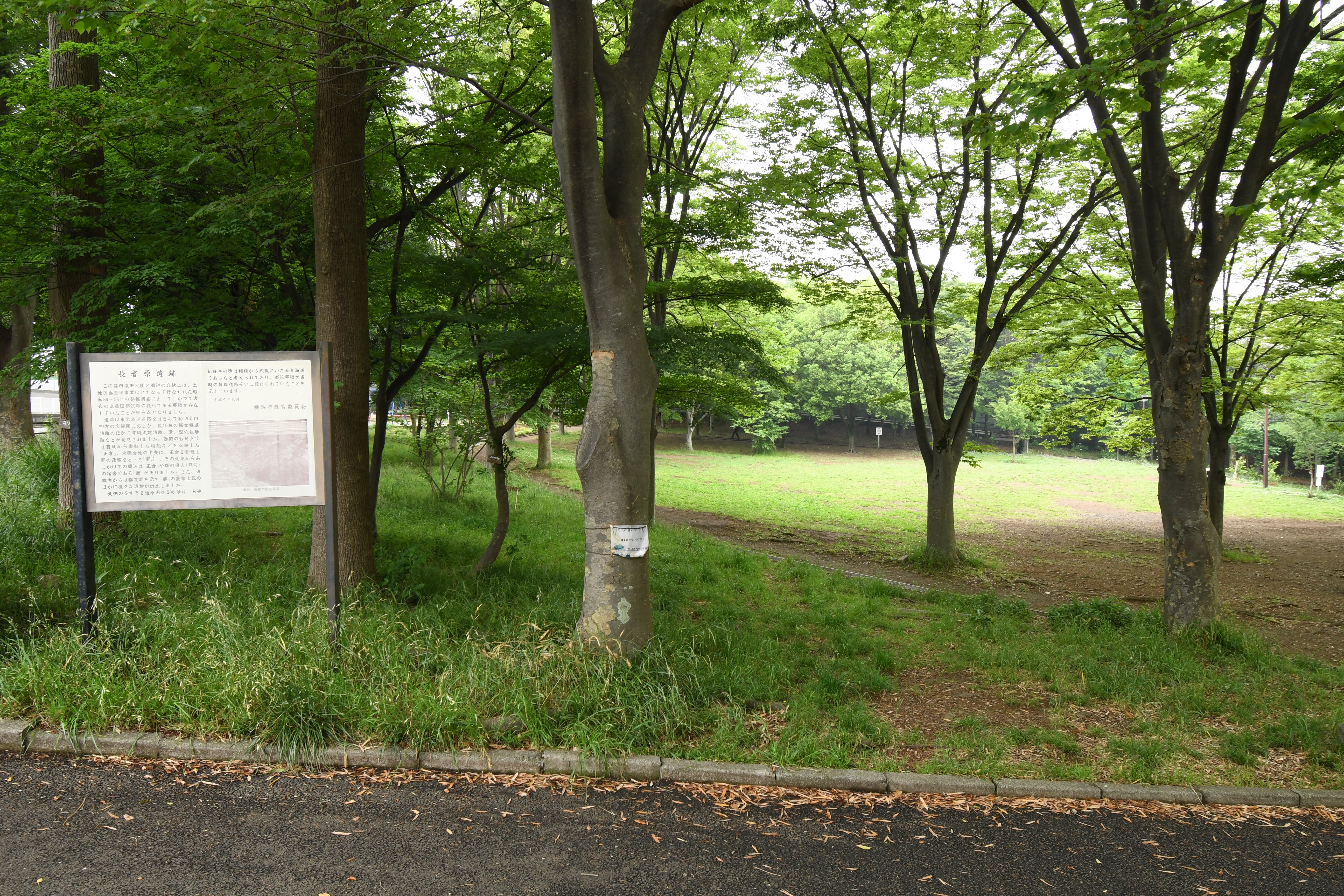
長者原遺跡 説明板付近

長者原遺跡（ちょうじゃはらいせき）は、神奈川県横浜市青葉区荏田町周辺にあった都筑郡郡衙の遺跡。

## 概要

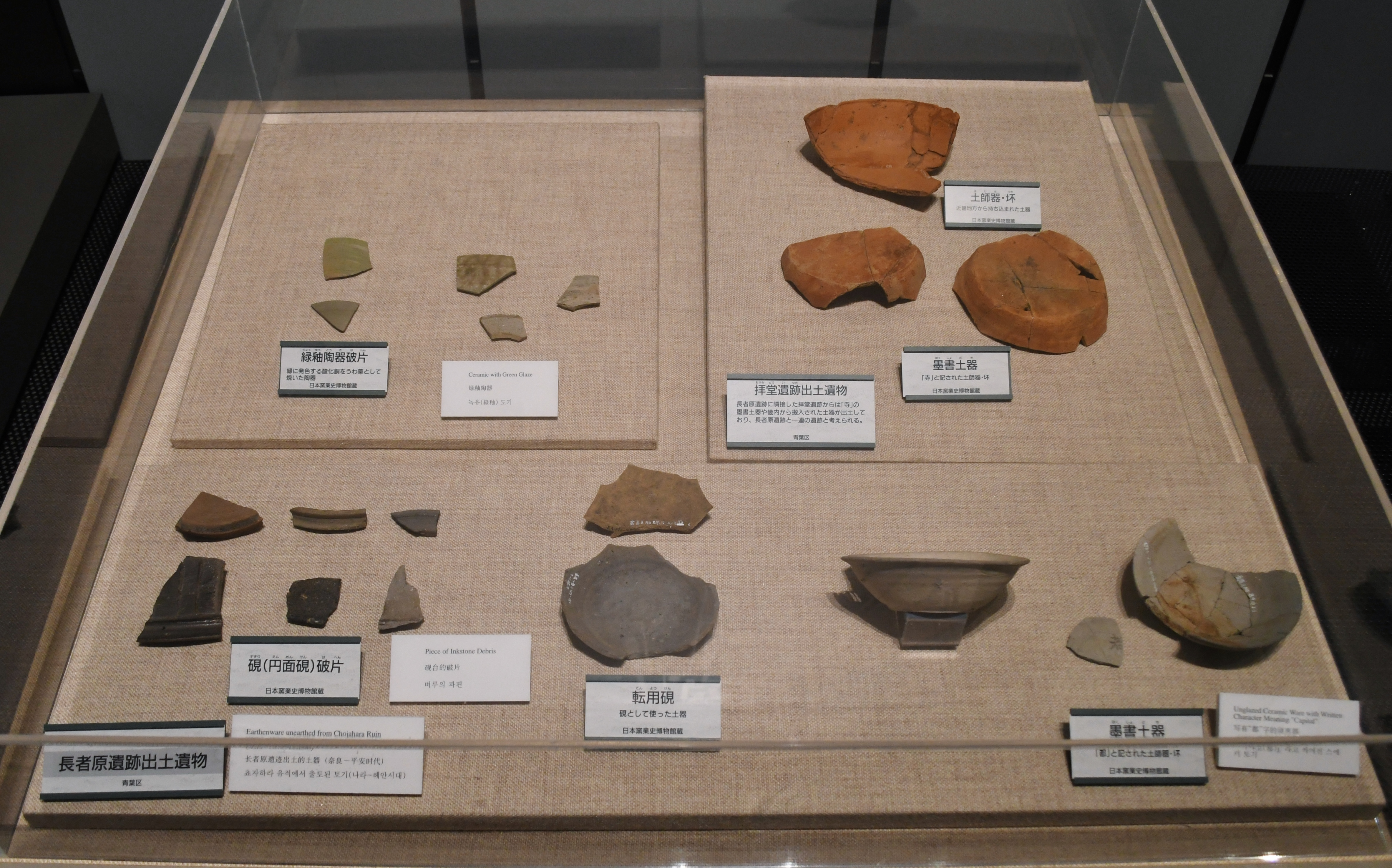
出土品横浜市歴史博物館展示。

古代、この辺りは武蔵国都筑郡に属していたが、その郡衙の跡が見つかった。遺跡からは｢都｣の文字が彫ってある土器などが見つかっている。遺跡の半分は調査なしで東名高速道路が建造されたため完全に破壊されている。横浜市歴史博物館で発掘された土器などを見ることができる。

## 荏田猿田公園
現在、長者原遺跡のあった場所は荏田猿田公園として整備され、園内に遺跡の解説板が立てられている。